# 22 martie
ianuarie • februarie • martie  • aprilie  • mai  • iunie  • iulie  • august  • septembrie  • octombrie  • noiembrie  • decembrie
22 martie este a 81-a zi a calendarului gregorian și ziua a 82-a în anii bisecți. Mai sunt 284 de zile până la sfârșitul anului.

## Evenimente

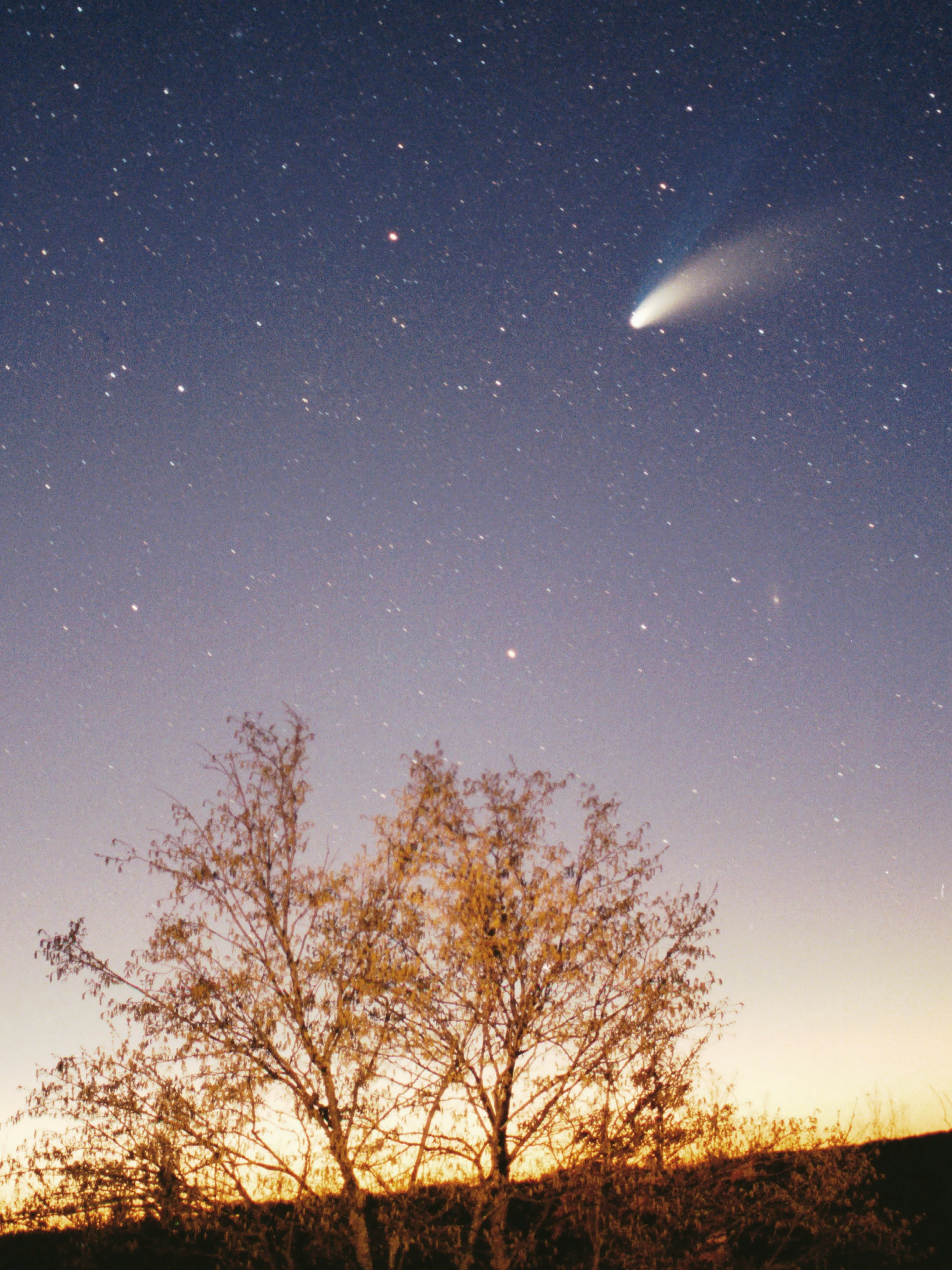
1997: Cometa Hale–Bopp atinge cea mai mare apropiere de Pământ la 1,315 UA (~195 milioane de km).

- 0238: Gordian I și fiul lui, Gordian al II-lea, sunt proclamați împărați romani.[1]
- 1312: La cererea regelui Franței, Filip al IV-lea cel Frumos, Papa Clement al V-lea a desființat Ordinul Templierilor, ale căror bunuri au trecut în stăpânirea regelui.
- 1809: Carol al XIII-lea îi succede lui Gustav IV Adolf la tronul Suediei.
- 1884: Premiera, la Teatrul Național, a piesei lui Vasile Alecsandri, „Fântâna Blanduziei”, având pe afiș nume mari ale scenei românești: Constantin Nottara, Aristizza Romanescu.
- 1895: Auguste și Louis Lumière au făcut, la Paris, prima demonstrație a cinematografului, utilizând un film din celuloid.
- 1912: Au fost aprobate legea și statutele pentru înființarea „Societății Scriitorilor Români”.
- 1926: Începe greva generală a muncitorilor de la Reșița.
- 1926: S-a constituit Federația Română de Box.
- 1933: Germania nazistă deschide primul său lagăr de concentrare, Dachau.[2]
- 1943: Premiera filmului „O noapte furtunoasă”, ecranizare a celebrei comedii a lui I. L. Caragiale; din distribuție făceau parte: Radu Beligan, Alexandru Giugaru, iar regia era semnată de Jean Georgescu.
- 1945: Liga Arabă este înființată când este adoptată o cartă la Cairo, Egipt.
- 1946: Regatul Unit acordă independență deplină Transiordaniei.[3]
- 1963: The Beatles lansează primul lor album Please, Please Me în Marea Britanie.[4]
- 1965: Plenara C.C. al P.C.R. alege în funcția de prim-secretar al C.C. al P.M.R (PCR) pe Nicolae Ceaușescu, la propunerea lui Ion Gh. Maurer.
- 1965: Bob Dylan lansează albumul Bringing It All Back Home.
- 1992: Zborul USAir 405 se prăbușește la scurt timp după decolare de pe aeroportul LaGuardia din New York City, ceea ce a condus la o serie de studii asupra efectului pe care gheața îl are asupra aeronavelor.
- 1992: Căderea comunismului în Albania: Partidul Democrat din Albania câștigă o majoritate decisivă la alegerile parlamentare.
- 1995: Cosmonautul rus Valeri Poliakov revine pe Pământ, după ce a stabilit un record de 438 de zile în spațiu.
- 1997: Tara Lipinski, în vârstă de 14 ani și nouă luni, devine cea mai tânără campioană mondială feminină la patinaj artistic.
- 1997: Cometa Hale–Bopp atinge cea mai mare apropiere de Pământ la 1,315 UA (~195 milioane de km).[5]

## Nașteri
- 1459: Maximilian I, Împărat al Sfântului Imperiu Roman (d. 1519)
- 1503: Antonio Francesco Grazzini, scriitor italian (d. 1583)
- 1599: Antony Van Dick, pictor flamand (d. 1641)
- 1609: Regele Ioan Cazimir al II-lea Vasa al Poloniei (d. 1672)
- 1759: Hedwig Elizabeth Charlotte de Holstein-Gottorp, soția regelui Carol al XIII-lea al Suediei (d. 1818)
- 1797: Kaiserul Wilhelm I al Germaniei (d. 1888)
- 1855: Karl Madsen, pictor și istoric de artă danez (d. 1938)
- 1868: Mihail Dragomirescu, estetician, teoretician al literaturii, critic literar român (d. 1942)
- 1868: Robert Andrews Millikan, fizician american, laureat al Premiului Nobel (d. 1953)
- 1875: Hans Grimm, scriitor german (d. 1959)

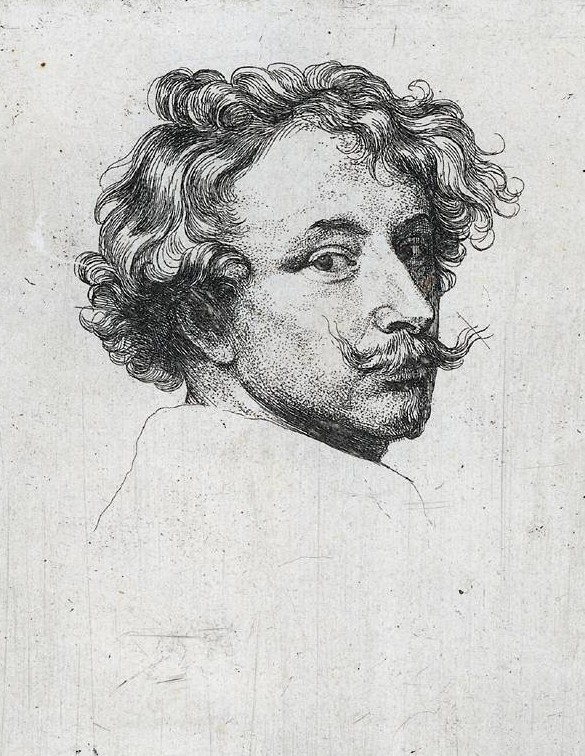
Antony Van Dick, pictor flamand
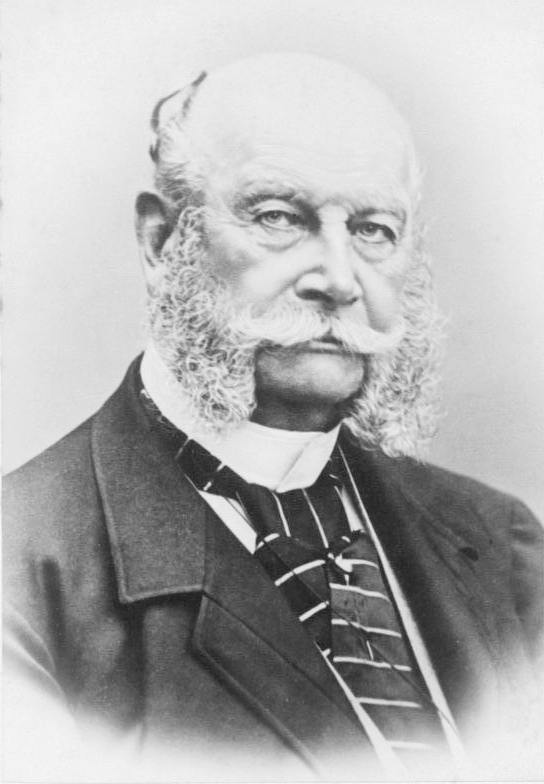
Kaiserul Wilhelm I al Germaniei
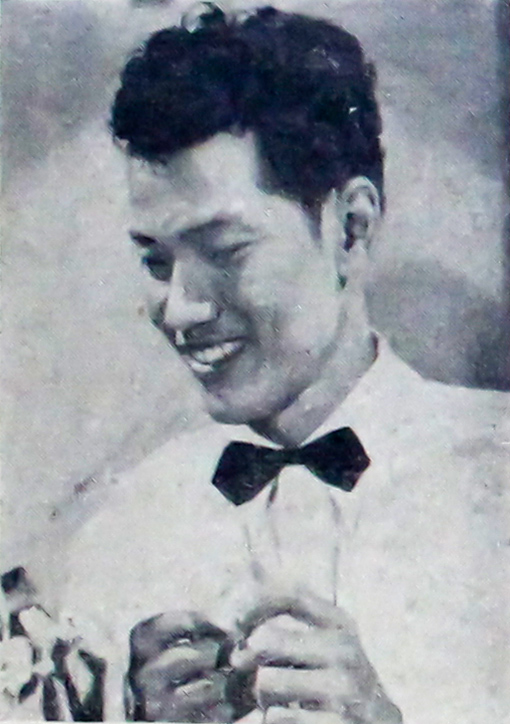
P. Ramlee, un celebru actor, cântăreț și regizor malaezian
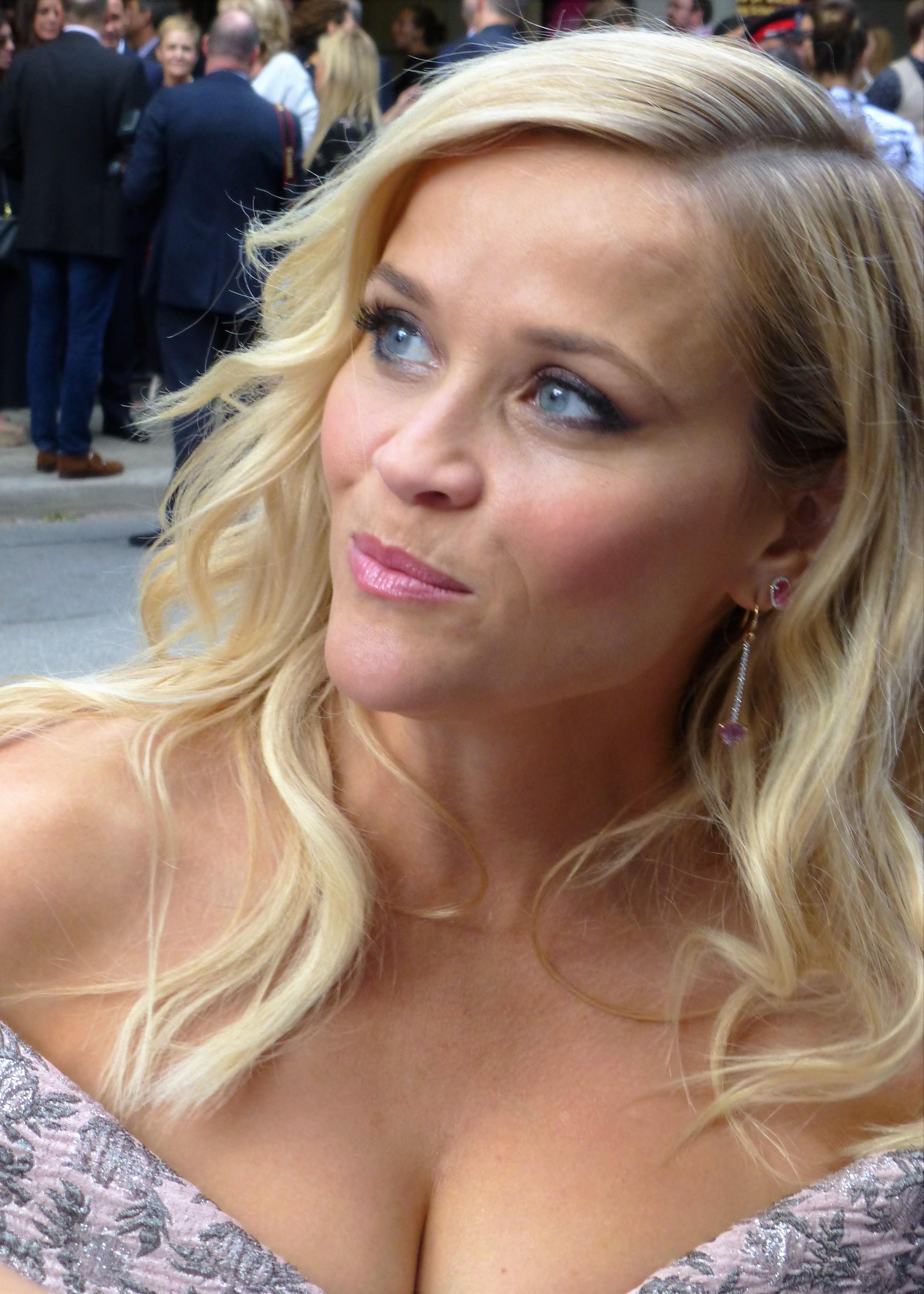
Reese Witherspoon, actriță americană

- 1900: Rudolf Palocsay, horticultor ardelean, poreclit «Miciurin al Clujului» (d. 1978)
- 1903: Virgil Gheorghiu, poet, eseist, muzicolog, pianist român (d. 1977)
- 1904: Aleksandr Afinoghenov, dramaturg rus (d. 1941)
- 1909: Nathan Rosen, fizician israelian (d. 1995)
- 1912: Karl Malden, actor american (d. 2009)
- 1921: Nino Manfredi, actor italian (d. 2004)
- 1929: P. Ramlee, un celebru actor, cântăreț și regizor malaezian (d. 1973)
- 1931: Burton Richter, fizician american, laureat al Premiului Nobel (d. 2018)
- 1937: Emerich Jenei, fotbalist și antrenor român
- 1938: Remus Mărgineanu, actor român (d. 2022)
- 1940: Haing S. Ngor, medic, actor și autor cambodgian (d. 1996)
- 1942: Mihai Ivăncescu, fotbalist român (d. 2004)
- 1948: Mihnea Berindei, istoric de origine română naturalizat în Franța (d. 2016)
- 1949: Fanny Ardant (Fanny Marguerite Judith Ardant), actriță și regizoare franceză
- 1950: Goran Bregović, muzician din Bosnia și Herzegovina și unul dintre cei mai recunoscuți compozitori moderni din Balcani
- 1951: Tora Vasilescu, actriță română de teatru și film
- 1955: Radu Podgorean, politician român
- 1967: Jan van Helsing, autor german
- 1968: Øystein Aarseth, chitarist norvegian (Mayhem) (d. 1993)
- 1972: Elvira Deatcu, actriță română
- 1975: Ioana Flora, actriță română
- 1976: Reese Witherspoon, actriță americană
- 1981: Mirel Rădoi, fotbalist român
- 1982: Ovidiu Petre, fotbalist român

## Decese
- 1602: Agostino Carracci pictor italian (n. 1557)
- 1685: Împăratul Go-Sai al Japoniei (n. 1638)
- 1687: Jean-Baptiste Lully (Giovanni Battista Lulli), compozitor și violonist francez (n. 1632)
- 1772: John Canton, fizician englez (n. 1718)
- 1832: Johann Wolfgang von Goethe, poet, dramaturg, prozator german (n. 1749)
- 1913: Gheorghe Grigore Cantacuzino, politician român prim ministru al României între 1899-1900, 1904-1907 (n. 1832)
- 1930: Liuba Dimitriu, poetă română (n. 1901)
- 1946: Clemens August von Galen, episcop romano-catolic, opozant al regimului național-socialist, cardinal (n. 1878)

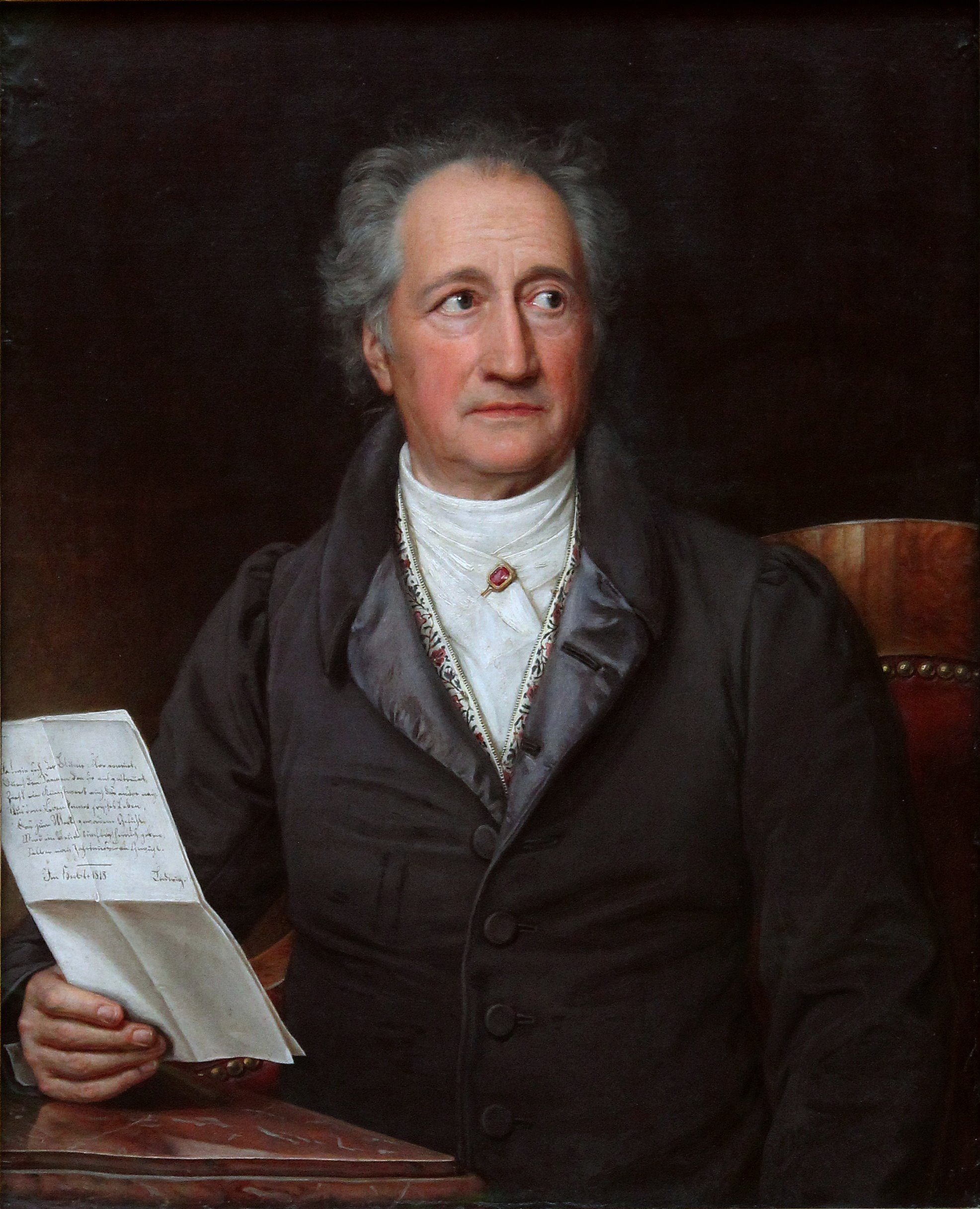
Johann Wolfgang von Goethe, prozator, dramaturg german
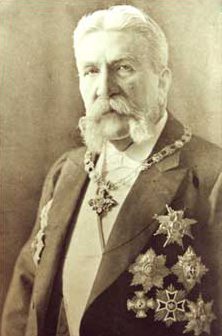
Gheorghe Grigore Cantacuzino, prim ministru al României
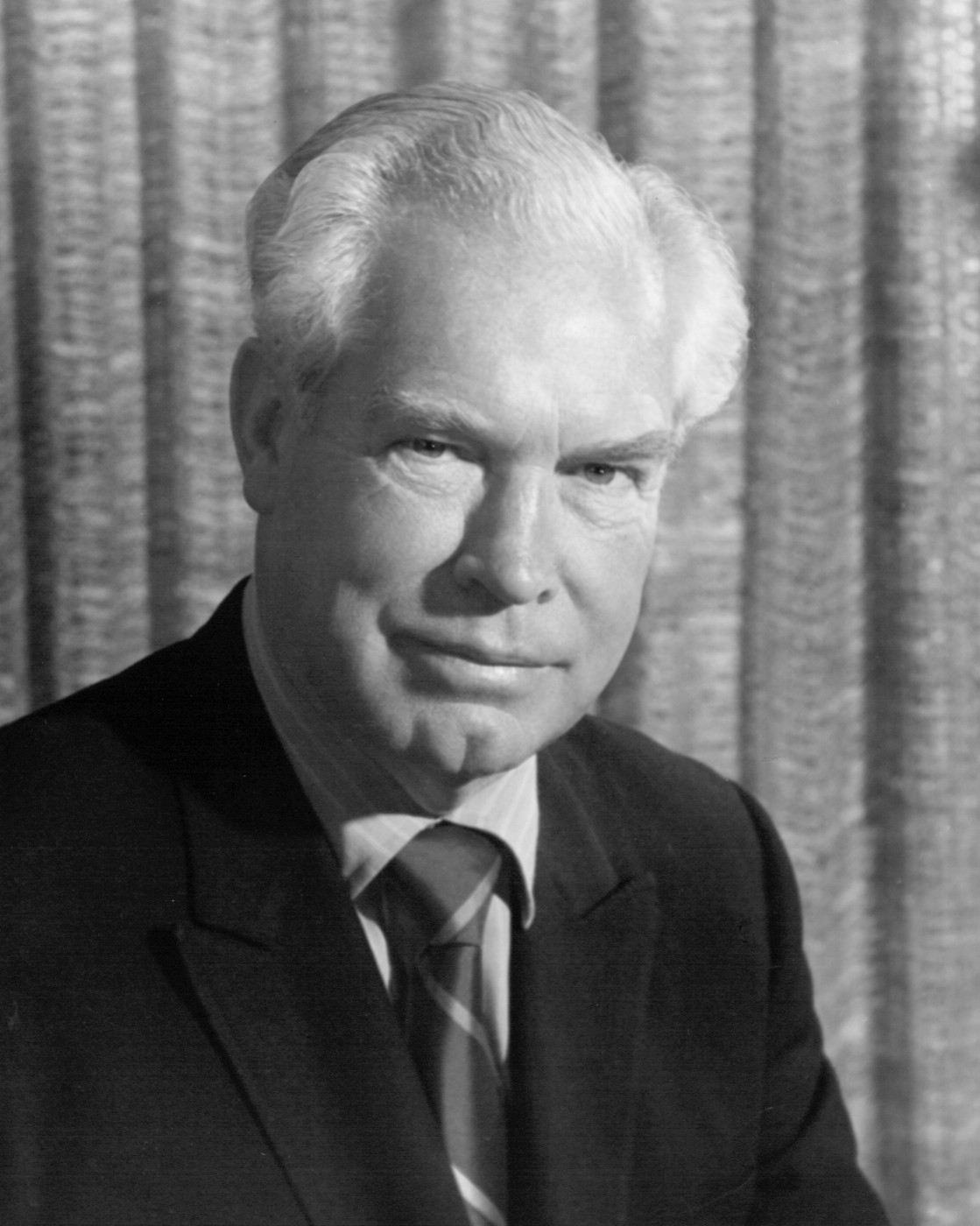
William Hanna, copreședinte și cofondator al studiourilor „Hanna Barbera”

- 1955: Ernst al II-lea, Duce de Saxa-Altenburg (n. 1871)
- 1992: Androkli Kostallari, lingvist și cercetător albanez (n. 1922)
- 1999: Valeriu Cristea, critic literar (n. 1937)
- 2001: William Hanna, copreședinte și cofondator al studiourilor „Hanna Barbera” (n. 1910)
- 2010: James W. Black, medic și farmacolog scoțian, laureat Nobel (n. 1924)
- 2018: Dariush Shayegan, gânditor, teoretician cultural și filosof iranian (n. 1935)
- 2019: Radu Penciulescu, regizor de teatru român (n. 1930)
- 2020: Cătălin Caragea, cântăreț și compozitor, vocalist al trupei “7 Klase” (n. 1997)
- 2020: Ciprian Foiaș, matematician american de origine română (n. 1933)
- 2020: Vintilă Mihăilescu autor, publicist, psihosociolog și antropolog cultural român (n. 1951)
- 2020: Petru Bogatu, scriitor și jurnalist din Republica Moldova (n. 1951)

## Sărbători
- Ziua Mondială a Apei